# Leonardo da Vinci (transatlantico)
La Leonardo da Vinci fu una nave transoceanica di linea  della Italia - Società di Navigazione di Genova, società appartenente al gruppo IRI - Finmare, meglio conosciuta nel mondo della navigazione internazionale con il nome di Italian Line.
La nave fu costruita a partire dal 1958 nei Cantieri navali Ansaldo di Genova Sestri Ponente per colmare il vuoto prodottosi a seguito dell'affondamento della turbonave Andrea Doria, della stessa società, affondata il 26 luglio 1956.

## Caratteristiche
La lussuosa nave aveva undici ponti collegati tra loro da ventuno ascensori, poteva accogliere 1326 passeggeri e disponeva di cinque piscine, due delle quali per bambini. La piscina di prima classe aveva un riscaldamento a raggi infrarossi per rendere possibile il suo utilizzo nella stagione invernale. I servizi di bordo comprendevano un ospedale con sala operatoria, laboratorio di radiologia, clinica ginecologica, palestra e sale per trattamenti di fisioterapia, tre negozi di barbiere, telescrivente per la stampa dell'edizione teletrasmessa del Corriere della Sera, auditorium con 300 posti, cappella, parco giochi per bambini.
Per i servizi elettrici di bordo la nave disponeva di cinque turbogruppi elettrogeni, capaci di illuminare una città di 150.000 abitanti. Disponeva inoltre di un impianto di desalinizzazione dell'acqua marina capace di produrre 700.000 litri/24h.

### Innovazioni
La Leonardo da Vinci era una nave particolarmente lussuosa e veloce, arredata molto finemente e con caratteristiche estremamente innovative. Tutti i locali e le cabine di tutte le classi erano dotate di aria condizionata e le cabine avevano servizi privati. Era dotata di due alette stabilizzatrici retraibili sullo scafo e di doppia motorizzazione, con un singolo propulsore dedicato a ognuna delle due eliche. Ciascun propulsore era alloggiato in una singola sala macchine di pertinenza, totalmente indipendente dall'altra, caratteristica quest'ultima normalmente propria delle navi militari.
Anche le dotazioni di sicurezza erano all'avanguardia per l'epoca: le scialuppe di salvataggio erano tutte motorizzate e il congegno di messa in mare rendeva possibile calarle anche in caso di sbandamento laterale della nave, con un'inclinazione massima di 25° (i progettisti le realizzarono in tal modo memori dell'inconveniente verificatosi sull'Andrea Doria nel 1956). Per quanto moderna e imponente, la Leonardo da Vinci sin dal varo risultò affetta da un problema di stabilità che costrinse i costruttori a riempire il doppiofondo con 1.857 tonnellate di zavorra fissa, con conseguente aumento del dislocamento e di lì del pescaggio. Tali condizioni produssero notevoli aumenti dei costi di esercizio.

### Allestimenti
Della progettazione degli allestimenti si occuparono, tra gli altri, gli architetti Gustavo Pulitzer-Finali, Amedeo Luccichenti, Vincenzo Monaco, Nino Zoncada, Guglielmo Ulrich. La nave venne inoltre decorata con opere d'arte di alcuni famosi artisti dell'epoca, tra cui si ricordano il pittore genovese Eugenio Carmi che per la nave ha realizzato due grandi pannelli di smalto su acciaio, Emanuele Luzzati, Lojze Spacal e Cristoforo De Amicis (pittori). Per la nave furono prodotti sedici arazzi: un arazzo tratto da un dipinto di Felice Casorati fu realizzato dalla Scuola degli arazzi di Esino Lario; gli altri quindici dall'Arazzeria Scassa. Per la progettazione dei saloni vi fu la supervisione del critico d'arte Giulio Carlo Argan.
In tutte le sale comuni, nelle camere e nelle cabine erano presenti quadri astratti.

### Predisposizione per la propulsione nucleare
La Leonardo da Vinci era stata progettata con la predisposizione per un eventuale sistema di propulsione nucleare con reattore e nei primi anni sessanta venne annunciata la probabile conversione della nave a propulsione nucleare. In realtà ciò non avvenne a causa degli ostacoli che la comunità civile elevò rispetto a quel tipo di propulsione.

## Servizio
La nave, costruita negli stabilimenti dell'Ansaldo di Genova Sestri Ponente, con numero di costruzione 1550, fu varata il 7 dicembre 1958: madrina del varo la signora Carla Bissatini, moglie dell'allora Presidente della Repubblica Italiana Giovanni Gronchi.

la nave in costruzione sugli scali

Il transatlantico Leonardo da Vinci fu principalmente utilizzato a partire dal 1960 per sostituire l'Andrea Doria, affondato quattro anni prima, nel servizio di linea passeggeri dall'Italia verso gli Stati Uniti, affiancando su quella rotta il Cristoforo Colombo, già in servizio da qualche anno.

la nave prossima al varo

Completato l'allestimento e dopo avere effettuato le previste prove in mare, il 17 giugno 1960 al comando del Comandante Superiore CSLC Armando Pinelli, iniziò la sua prima crociera nel Mediterraneo. Il 30 dello stesso mese salpò da Genova per il suo primo viaggio per New York con scalo a Napoli e Cannes, diventando l'ammiraglia della Flotta italiana di linea e ammiraglia della società Italia di Navigazione.
Tra i personaggi celebri che hanno viaggiato a bordo del lussuoso transatlantico gli attori Paul Newman, Gloria Swanson, Zachary Scott e lo scrittore Gore Vidal.
Nell'aprile del 1976 il cantante inglese David Bowie viaggiò a bordo della Leonardo da Vinci in rotta da New York a Genova, per poi proseguire verso Monaco per la prima data europea dell'Isolar – 1976 Tour.
Nel febbraio del 1966 il colore della nave venne cambiato da nero a bianco e nel febbraio del 1970 la nave transitò per la prima volta nel Canale di Panama per una crociera alle Hawaii della durata di 41 giorni partendo dal porto di New York.
Intanto sin dalla metà degli anni sessanta il trasporto passeggeri navale iniziò a soffrire la concorrenza dei più veloci aerei, che si andavano affermando, superando di molto le navi nel trasporto dei passeggeri attraverso l'Atlantico; inoltre il periodo di emigrazione verso le Americhe volgeva ormai al termine.
Per questo motivo nel giugno 1976 la nave venne ritirata dal servizio passeggeri di linea, restando inattiva fino al luglio 1977, quando rientrò in servizio nella flotta della neo costituita società di navigazione I.C.I. - Italia Crociere Internazionali, una joint venture costituita dalla Italia Navigazione e da alcuni armatori privati, per il servizio crociere.
La nave fu indirizzata a svolgere delle crociere notturne nei Caraibi tra Miami e Nassau, servizio che veniva curato dalla neocostituita I.C.I. ovvero, la Italia Crociere Internazionali. A causa degli eccessivi costi di esercizio venne fatta rientrare in Italia per essere venduta. In attesa di trovare un acquirente rimase ancorata, a partire dal 23 settembre 1978, nella rada di Portovenere. Nei primi mesi del 1980 circolarono voci su un possibile acquisto da parte di una compagnia di navigazione di crociere di lusso con sede a New York, ed anche su una possibile utilizzazione come casinò galleggiante sul Tamigi a Londra. Nessuna di quelle voci tuttavia risultò veritiera.

foto-cartoline della nave in servizio
La nave all'epoca dell'entrata in servizio
La nave con la pitturazione successiva al 1966
La nave in servizio sotto i colori di " Italia Crociere Internazionali "

## Dismissione
Il 3 luglio 1980, a bordo della nave in disarmo alla fonda del porto della Spezia, si sviluppò un grave incendio, le cui cause non sono mai state accertate ma che si ritiene sia stato prodotto da un cortocircuito verificatosi presso la cappella di bordo. L'incendio si estese rapidamente a tutta la nave.
Dopo che la nave aveva bruciato per tre giorni, nello sforzo di evitare che le fiamme raggiungessero i serbatoi di carburante in cui erano contenute circa 2000 tonnellate di olio combustibile, i vigili del fuoco della Spezia inondarono la nave sino ai compartimenti più bassi, causando uno sbandamento dello scafo di circa sessanta gradi a dritta.
Il 6 luglio la nave venne rimorchiata fuori dal porto in una zona poco profonda e adagiata su una fiancata.
Il semi-affondamento della nave provocò danni così rilevanti da rendere antieconomica una riparazione.
Il 31 marzo 1981 il relitto venne recuperato dalla società Smit Tak International di Rotterdam. Acquistato per demolizione a un prezzo di 1000000 $ — molto basso se si considera che la nave era assicurata per un valore di 7000000 $ —, il relitto venne portato nei Cantieri Navali Lotti della Spezia, dove il 6 maggio 1982 ebbe inizio la demolizione.

Immagini della distruzione della nave
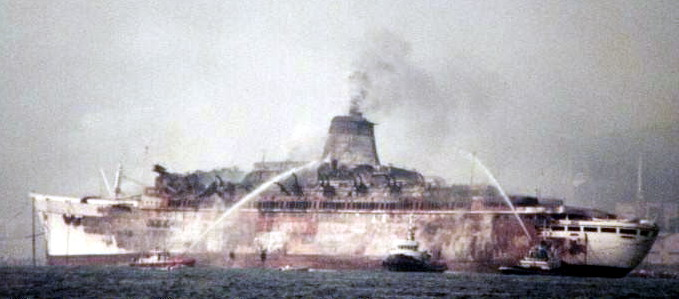
I soccorritori cercano di spegnere l'incendio della nave
La turbonave distrutta dall'incendio
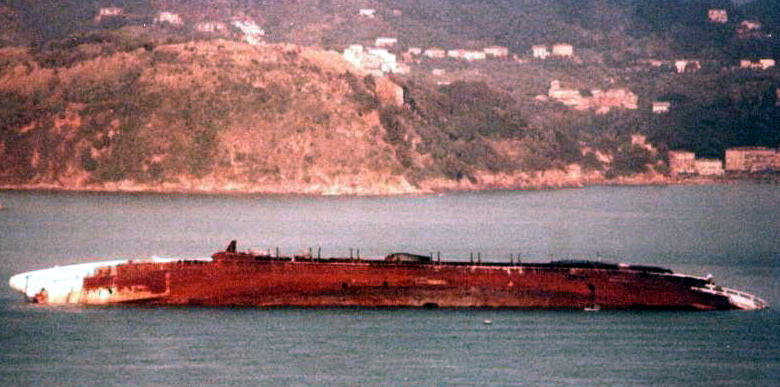
La nave inclinata su una fiancata dopo l'incendio
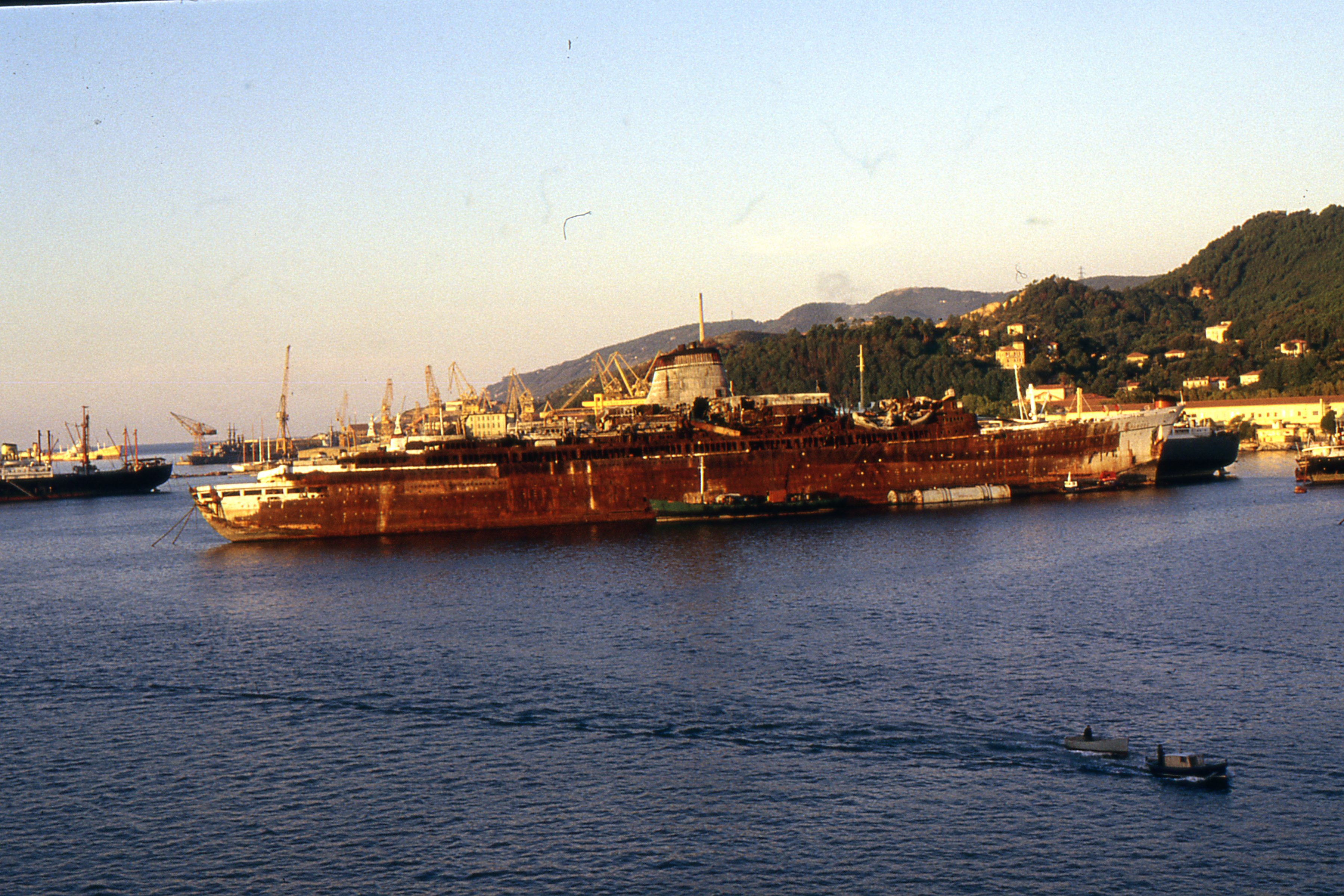
La nave alla Spezia in attesa della demolizione